# 幕張町
幕張町（まくはりまち）は、千葉県千葉郡にかつて存在した町。現在の千葉市花見川区の西部、習志野市の東部に位置している。

## 歴史

### 沿革
- 南北朝時代 - 馬加郷（まくわりごう）の地名が見られる。
- 江戸時代 - 以下の5村が成立。
  - 馬加村 - 江戸南町・北町奉行所与力給知→幕府領、江戸南町・北町奉行所与力給知。
  - 武石村 - 与力給知。
  - 天戸村 - 旗本小栗氏領→幕府・旗本小栗氏の相給。
  - 長作村 - 旗本朝倉氏・服部氏の相給→幕府・旗本服部氏の相給。
  - 実籾村 - 旗本三沢氏・山崎氏の相給→幕府・旗本山崎氏の相給。
- 1868年（明治元年）8月8日 - 5村が下総知県事の管轄となる。
- 1869年（明治2年）1月13日 - 下総知県事が葛飾県となる。
- 1871年（明治4年）11月13日 - 葛飾県が印旛県に統合。3村が印旛県の管轄となる。
- 1873年（明治6年）6月15日 - 印旛県が木更津県に統合して千葉県が発足。3村が千葉県の管轄となる。
- 1889年（明治22年）4月1日 - 町村制施行により、馬加村、武石村、天戸村、長作村、実籾村が合併して千葉郡幕張村が発足。村名は馬加村（まくわりむら）の旧名である幕張村に由来するもの[1][注釈 1]。
- 1896年（明治28年）4月22日 - 町制を施行して幕張町となる。
- 1951年（昭和26年） - 大字実籾の一部から大字愛宕（あたご）を起立。大和田町、二宮町との間で境界変更。
- 1954年（昭和29年）
  - 八千代町との間の境界変更により大字安生津（あきつ。1952年に習志野原のうち大和田町に属する区域より起立）を編入。
  - 7月6日 - 千葉市に編入され、幕張町廃止。大字馬加が改称して幕張町（まくはりちょう）となる。
  - 8月1日 - 津田沼町が千葉市の一部（大字実籾、愛宕、安生津、長作、天戸、馬加のうち字屋敷台、蟹ケ沢、新田台、鳥ケ崎、起天堀、前田、前畑、内畑、吹上、台畑米の内および小谷津2430）を編入して習志野町と改称、即日市制を施行して習志野市が成立。
  - 8月28日 - 習志野市の一部（長作、天戸）が千葉市に編入される。
- 1992年（平成4年）4月1日 - 千葉市の政令指定都市移行に伴い、旧町域が花見川区の一部となる。

### 分割編入の経緯
上記のように千葉市・習志野市への編入が複雑な経緯をたどったのは、津田沼町が推進していた「大習志野市構想」（津田沼町、幕張町、二宮町、豊富村、犢橋村）が頓挫したため、当時市制の基準であった3万人の人口を満たすために異例の措置を取ったことと、津田沼町との合併を望む意見の強い北部と千葉市との合併を望む意見の強い南部との間で合意形成を行わないうちに強引に合併を進めたために対立が激化したことにより、県や合併促進協議会、地元選出の国会・県議会議員などの斡旋によって最終的に分町合併とすることで調停が成立したことによる。なお、大字武石のみは全域が一貫して千葉市に所属している。

## 教育
- 小学校
  - 町立幕張小学校（現・千葉市立幕張小学校）
  - 町立幕張東小学校（現・千葉市立長作小学校）
- 中学校
  - 町立幕張中学校（現・千葉市立幕張中学校）

## 交通

### 鉄道
- 国鉄（現・JR東日本）
  - 総武本線：幕張駅
- 京成電鉄
  - 本線：実籾駅
  - 千葉線：京成幕張駅

他に、現在はJR総武本線の幕張本郷駅、京成千葉線の京成幕張本郷駅が町域内に存在するが、当時は開業していなかった。

### 道路
- 国道14号
- 御成街道

## 歴代村長・町長
幕張村
- 初代 林田孫兵衛 1889年（明治22年）6月 - 1895年（明治28年）7月
- 2代 中臺文内 1895年（明治28年）7月 - 1896年（明治29年）

幕張町
- 初代 中臺文内 1896年（明治29年） - 1899年（明治32年）7月
- 2代 入江重左衛門 1899年（明治32年）7月 - 1903年（明治36年）7月
- 3代 小川小平治 1903年（明治36年）7月 - 1907年（明治40年）7月
- 4代 林田善左衛門 1907年（明治40年）7月 - 1914年（大正3年）8月
- 5代 大須賀常信 1914年（大正3年）9月 - 1921年（大正10年）1月
- 6代 志村清右衛門 1921年（大正10年）5月 - 1925年（大正14年）6月
- 7代 入江重左衛門 1926年（大正15年）
- 8代 中村秀忍 1926年（大正15年）12月 - 1932年（昭和7年）8月
- 9代 小川久元 1932年（昭和7年）8月 - 1937年（昭和12年）
- 10代 志村祐次 1936年（昭和11年） - 1947年（昭和22年）
- 11代 長澤吉右衛門 1947年（昭和22年） - 1954年（昭和29年）

## 町内の主な施設・機関

### 軍事施設
- 糧秩廠倉庫
- 高津廠舎（日露戦争時にロシア人の、第一次世界大戦時にドイツ人の捕虜収容所としても使用）
- 鉄道連隊演習線

## 現在の町名
千葉市花見川区
- 住居表示実施地区：幕張本郷、作新台、長作台、花見川（一部）
- 住居表示未実施地区：幕張町、武石町、天戸町、長作町

習志野市
- 住居表示実施地区：実籾、実籾本郷、屋敷、花咲、東習志野、本大久保（一部）、新栄（一部）
- 住居表示未実施地区：なし